# Fursuit

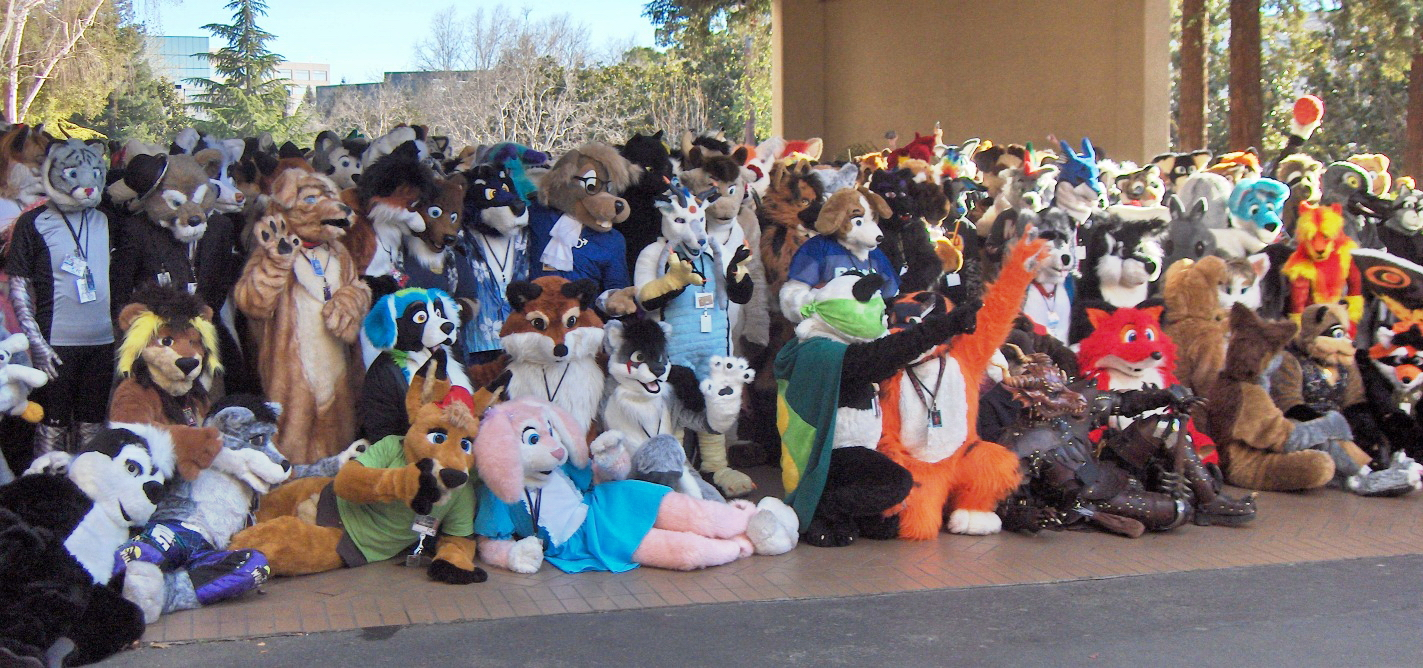
Foto de grupos de fursuiters.

Un fursuit (del inglés «fur», pelaje, y «suit», traje) es un disfraz de animal asociado con el furry fandom. Van desde una simple cola y orejas hasta disfraces de cuerpo completo, algunas veces refrigerados por ventiladores a pilas.
Parecidos a los disfraces de mascotas deportivas, permiten a la persona disfrazada adoptar otra personalidad. Los dueños de estos disfraces, conocidos como fursuiter o fursuitistas, pueden gastar desde menos de 100 hasta miles de dólares en un fursuit, dependiendo de la complejidad del diseño y de los materiales usados.
Estos trajes usualmente se venden en convenciones o por internet en subastas o comisiones. Muchos furries fabrican su propio fursuit, guiándose con tutoriales de internet o consejos de grupos de noticias. Debido a la delicadeza de los trajes, muchos de ellos requieren tratamiento especial al lavarse.
La acción de usar un fursuit en inglés se llama «fursuiting» y una posible castellanización sería «fursuitear».

## Tipos de fursuits

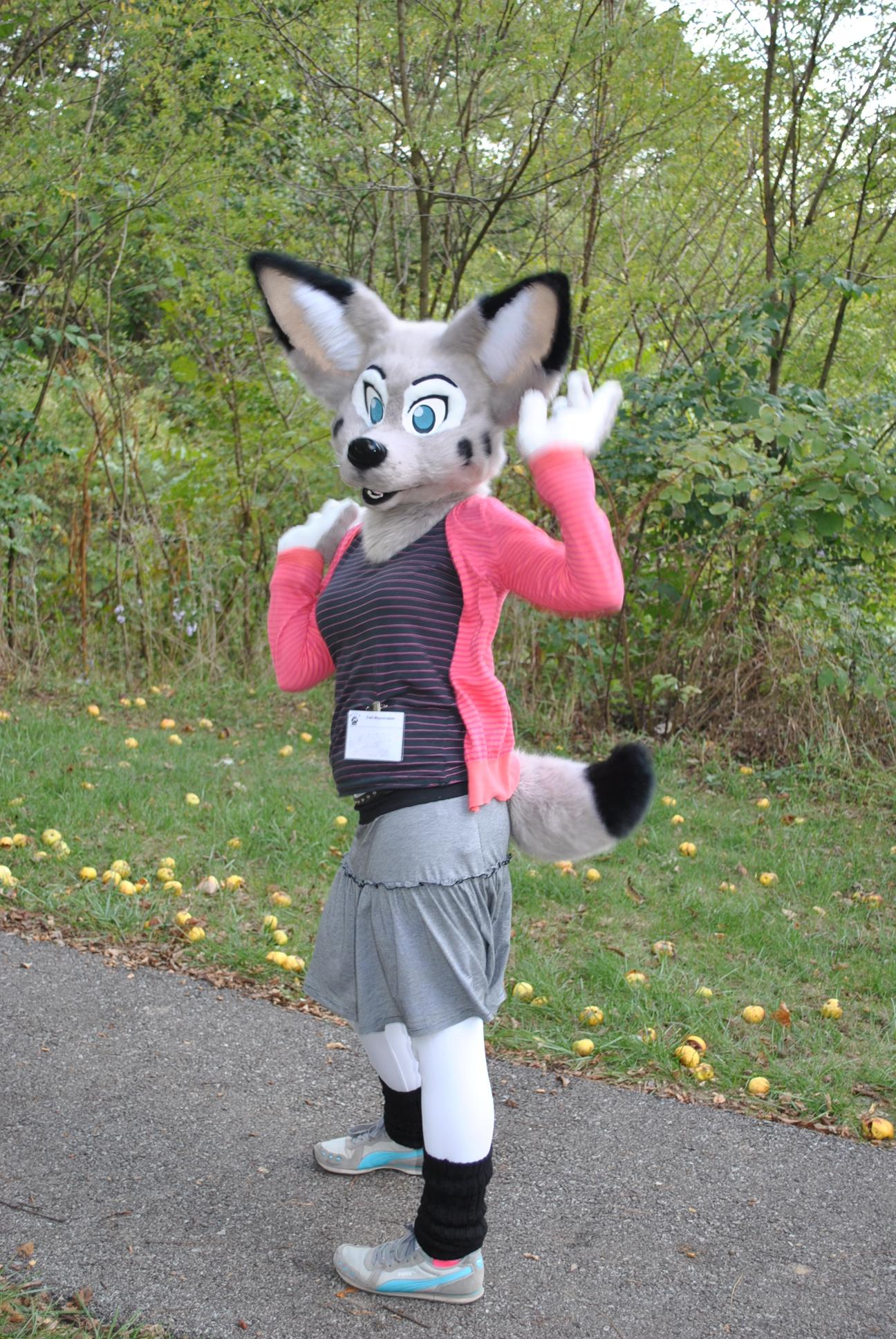
Disfraz parcial.

El fursuit típico es el de cuerpo completo, que consiste de una cabeza, patas delanteras (manos), patas traseras (pies) y un cuerpo con una cola; en algunos casos, la cola se sujeta con un cinturón y sale por un agujero en la parte trasera del disfraz. Muchos fursuits incluyen algún relleno especial debajo para darle al personaje su forma deseada (especialmente en personajes altos o de un sexo en particular).
Un disfraz parcial o medio incluye lo mencionado previamente, salvo el cuerpo. Esto permite que se pueda utilizar ropa común, u otro disfraz diferente, junto con patas, cabeza, y cola. En disfraces parciales, la cola suele estar unida a un cinturón, y los brazos y piernas tienen mangas que pueden llegar hasta los hombros o pelvis, respectivamente.
Recientemente, se ha elaborado un tercer tipo de traje, el disfraz tres cuartos, el cual incluye cabeza, brazos y pantalones hechos para que parezcan piernas, cola, y pies del animal, lo cual es útil para personajes que sólo usan camiseta.

## Razones para usar fursuit
Quien usa un fursuit generalmente puede clasificarse en una o más de estas cinco categorías.

### Trabajo o eventos de caridad
Algunos furries usan fursuit por trabajo o para llamar la atención a un evento u obra de caridad. Esto incluye mascotas deportivas, aunque no todas son furries. Muchos fursuiter son contratados por una agencia para representar un personaje; otros tantos llevan sus propias creaciones a un evento. Hay varios grupos de fursuiter voluntarios en América del Norte que solicitan, o son solicitados, para animar varios eventos sociales. Algunos grupos incluso organizan sus propios eventos de caridad o actúan en la calle para los transeúntes.

### Convenciones, desfiles, exposiciones
Otros furries disfrutan usando sus disfraces para desfiles, exposiciones o convenciones furry. Generalmente, estos son de un personaje propio, que están mostrando como una forma de hacer rol. El fursuiter puede considerarse como expresando quien realmente es. Estos fursuiters también suelen usar los trajes en pequeños encuentros con otros furries de su ciudad. Algunos obtienen la autorización para ir disfrazados dentro o fuera de una tienda o evento; otros los usan en lugares más grandes, como centros comerciales. Sin embargo, en algunas áreas públicas no se permite estar disfrazado, por lo que se debe verificar si está permitido o no.

### Juegos de rol
Algunos jugadores de rol en vivo crean trajes altamente elaborados (incluyendo fursuits) para sus personajes. Usualmente, para juegos de rol se crean disfraces medios (brazos, piernas, y máscara o maquillaje), aunque algunos los usan completos.
También en esta categoría se incluyen quienes practican el cosplay; estos de especializan en personajes populares, con énfasis particular en la cultura japonesa como manga, anime y videojuegos.

### Espiritualidad
Algunas personas (teriántropos, más que todo) usan fursuit para expresar lo que sienten como su animal interior. Muchos de ellos intentan hacer sus disfraces lo más realistas y naturales posible.

### Prácticas sexuales (Murrsuiting)
Algunos furries utilizan fursuits diseñados ex profeso para realizar actos sexuales. Aquellos que practican el murrsuiting son llamados murrsuiters. El murrsuit puede tener aberturas en diferentes zonas (genitales, ano, pecho, etc.) para facilitar la estimulación derivada del propio acto e incluso (no en todos los casos) el murrsuit puede modificar la identidad sexual de quien lo porta: masculino a femenino o viceversa, algunas veces incluyendo componentes dentro/fuera del murrsuit que simulan los genitales opuestos u otro rasgo definitorio. 
La fantasía, el juego de rol y la experiencia sensorial se mezclan para maximizar el placer del usuario y/o los participantes (las orgías no son extrañas dentro del murrsuiting). La propia personalidad es sustituida por la del animal (fursona) durante el acto sexual; dicha dinámica, aunada a la capacidad de conservación del anonimato, ha provocado la diseminación de encuentros casuales entre uno o más desconocidos que organizan dichas reuniones mediante un chat o correo electrónico. 
Por regla general, todo murrsuiter gusta del furry pero no todo furry gusta del murrsuiting, ya que algunos consideran esta práctica como una desvirtuación y/o vulgarización de la idea original del fandom. Existe en la actualidad un tabú, todavía no superado, que involucra ciertas personalidades (fursuiters que han alcanzado reconocimiento en la subcultura) practicando murrsuiting y fursuiting a la vez. Algunos entusiastas del furry opinan que ambas esferas nunca deberían mezclarse, ya que daña la imagen interna del fandom y la percepción general externa que otros tienen de este último. En fechas relativamente recientes, usuarios de internet han creado blogs u otros sitios webs (ejemplo en inglés) para "cazar" murrsuiters potenciales que utilizan fursuits/mursuits diferentes para cometer actos depravados, incluyendo (con excepciones) acoso sexual, pedofilia y prostitución. [cita requerida] Quienes son identificados a través de fotos u otra información, realizando actos impropios, generalmente son expulsados de la comunidad furry y prohibida su entrada a las diversas convenciones, por considerarse inadecuado su comportamiento para la sana convivencia dentro del fandom. [cita requerida]

## Construcción
Los fursuit se pueden hacer con diferentes materiales, aunque los más comunes son piel sintética, espuma de poliuretano, fieltro, y plástico. Se pueden personalizar diferentes factores construcción, como por ejemplo:   
- Tipo y color de la piel.
- El lugar por donde se va a poder ver (boca, ojos, cuello, etcétera).
- Si el traje tiene relleno.
- Si éste va a tener alguna característica animada (v.gr. cola u ojos con movimiento).
- Cualquier diseño, dibujo o sombreado (aerosol) sobre la piel misma.
- Si va a ser necesario usar maquillaje o no.

### Cabeza (Furhead)
La cabeza es la parte más detallada de un fursuit, y comúnmente la más complicada, pues debe mostrar fácilmente qué tipo de animal o criatura es; debe también reflejar la expresión del personaje: si está alegre, molesto, etcétera.
Existen varios métodos para crear la cabeza de un fursuit. Los más comunes son:
- Se cosen tiras de tela plástica, y en el exterior se añade espuma y se talla hasta conseguir la forma deseada y luego se pega la piel
- Se Pega un pasamontañas a un trozo de espuma y luego se talla, se añade más espuma y se sigue tallando hasta conseguir la forma deseada y al exterior de éste se pega la piel.
- Se moldea fibra de vidrio a la forma deseada, y al exterior de esta se pega la piel.

Las cabezas pueden variar de muy simples (un color con una boca cosida) a muy elaboradas (con mandíbula móvil, ojos que aparentan moverse, pelo, marcas faciales, etcétera). Algunas tienen la boca cerrada y otras abierta. La expresión facial del personaje puede ir de caricaturesca a realista, de amigable a asustada. Ciertos fursuiter (tales como Timduru) tienen dos o más cabezas para mostrar diferentes expresiones, según la ubicación y las circunstancias.
Muchas cabezas tienen aperturas discretas en la boca o la nariz para que fluya el aire. Algunos disfraces contienen ventiladores a pilas en las aperturas, para aumentar el flujo de aire o sacar el aire caliente. A veces se usa un pasamontañas para separar al fursuiter de la parte interna de la cabeza, o para ocultar su cara y absorber la transpiración.
Otros fursuiter optan por usar una máscara o maquillaje en vez de una cabeza completa.

#### Ojos y vista
Dependiendo del estilo del disfraz, se puede decidir si se quiere ver por los ojos, nariz o boca de la cabeza; en algunos casos, se ve a través del conducto lacrimal, el cuello, o un espacio oculto debajo de los ojos. La ubicación del globo ocular del personaje no necesariamente debe coincidir con la de la apertura por donde se ve.
Los ojos del personaje pueden estar hechos de globos de plástico, de bowls (cortados a medida) u ojos de taxidermia. La apertura para que se pueda ver puede ser de plástico, malla de aluminio, tela plástica u otros materiales como nailon o tul. Algunos furs prefieren usar sus propios ojos como los ojos del personaje, lo que añade más expresión y lo hace parecer más realista.

### Cuerpo
El cuerpo es la parte completa del fursuit, e incluye brazos, piernas, cuello y cola. Éste puede ir desde un overol holgado hasta un traje complejo. El molde de un cuerpo común puede ser sacado de una revista de costura, y luego modificado de ser necesario, dependiendo del talle y la forma. Muchos constructores de fursuit usan maniquíes o muñecos de cinta pegante para construir los trajes.
El cuerpo puede tener gran cantidad de detalle. La mayoría tienen sólo una zona clara en la mitad del torso para representar una barriga caricaturesca. Varios disfraces tienen marcas detalladas, puestas cosiendo piel de distintos colores o con aerosol (por ejemplo, las rayas de un tigre). Se puede usar pelo de longitud variable, por ejemplo más corto para la barriga.
La forma de un personaje se puede acentuar con relleno. Una simple inserción de espuma puede definir o resaltar ligeramente ciertas zonas. Los disfraces de cánidos con frecuencia usan relleno en las patas para simular la forma digitígrada, propia del animal. Para personajes grandes o musculosos, se emplean grandes inserciones o un disfraz especial conocido como traje de músculos (en inglés, muscle suit) para darle al personaje el grosor necesario. Algunos fursuiter representan personajes del sexo opuesto al propio, e incorporan el relleno necesario al diseño.
La mayoría de los cuerpos tienen una cremallera en la espalda, oculta con broches o con velcro bajo una sección de piel. Algunos tienen una cerradura al frente, en cambio.

### Cola
Una cola simple puede diseñarse como un cilindro de tela cosido en los extremos. A veces se usa hilo, espuma, alambre, o un tubo de plástico para darle la forma deseada a la cola. La cola comúnmente se integra al cuerpo, aunque en algunos casos, la cola se cose en un lazo de tela que se cuelga del cinturón, y sale a través de una apertura en la parte trasera del cuerpo del disfraz.
En el caso de colas largas, como las de zorrillo o ardilla, la piel se sujeta a una estructura de soporte de plástico o aluminio, que pasa por una apertura en la parte trasera del traje y se sujeta a un arnés, que va bajo el resto del disfraz, y es usado por el fursuiter para soportar el peso de la cola.

### Patas delanteras
Las patas delanteras (o manos) se hacen de dos trozos de tela, cortados a la medida de la mano, y cosidos. Son posibles diseños más complejos, usando varios colores o materiales (piel, felpa, etcétera). Algunos constructores de fursuit añaden almohadillas a las manos, para que sean más realistas; algunos incluso las rellenan para dar más efecto. Las garras pueden hacerse de plástico o cuero.

### Patas traseras
Las patas traseras (o pies) son las partes más duraderas del fursuit, debido a que están en constante contacto con superficies ásperas y sucias como el concreto o las baldosas, son muy utilizadas y deben soportar el peso de la persona disfrazada. Algunos fursuiter diseñan patas traseras específicamente para sus propios personajes, mientras que otros usan zapatos comunes, zapatos desproporcionados y caricaturescos o mocasines (trozos de tela que cubren zapatos comunes).
La mayoría de las patas traseras están hechas, añadiéndole espuma de poliuretano a zapatos o zapatillas y luego forrarlas con piel. Algunos constructores de fursuit hacen íntegramente las patas traseras. La planta de los pies, en este caso, están hechas con cuero o goma. Otra posibilidad, preferida entre los miembros de la comunidad Free paws - quienes prefieren estar descalzos - es usar patas traseras que solo cubran la parte superior de los pies, dejando descalza la suela de los pies.
Aún más difíciles son de construir las patas traseras digitígradas; ambas simuladas, con réplicas de articulaciones del tobillo hechas con espuma de poliuterano, o con una estructura que soporte una posición digitígrada (sin embargo, se hace más difícil colocárselas, o usarlas por un periodo prolongado). Algunas garras construidas usan este método.